# Stan Barker
Stan Barker (Clitheroe, 24 mei 1926 - 2 juli 1997) was een Britse jazzpianist.

## Biografie
Barker was tot 50-jarige leeftijd meestal werkzaam als muziekleraar aan het Royal Northern College of Music, Belfast School of Music, Merseyside Arts, South Wales Art Association en Southport Arts Centre en begon pas daarna als professioneel muzikant op te treden. Met een eigen trio bracht hij een album uit bij Nelson Records. Hij speelde bovendien bij Digby Fairweather (met wie hij in 1979 een jazzcollege had opgericht en vanaf 1980 in een duo speelde, album: Let's Duet, 1984 bij Essex Radio), Al Grey, Buddy Tate, Al Wood en Billy Butterfield. Met de trombonist Roy Williams had hij een kwartet. Tom Lord noteerde vier opnamesessies van 1984 tot 1987.

## Overlijden
Stan Barker overleed in juli 1997 op 71-jarige leeftijd.